# Dønna
Dønna est une kommune de Norvège. Elle est située dans le comté de Nordland, sur la côte du Helgeland.
La municipalité est située au nord-ouest de Sandnessjøen et a été créée en 1962. Le centre administratif de la municipalité est Solfjellsjøen. La municipalité de Dønna est entièrement située sur des îles. Les plus importantes, à part l'île de Dønna, sont Løkta au nord-est, Skorpa au sud-est et Vandve/Slapøya à l'ouest. Au total, il y a environ 3 000 îles, îlots et récifs dans la municipalité. Île de Dønna est reliée à la commune voisine de Herøy par un pont.

## Localités
- Åker (66° 10′ 00″ N, 12° 34′ 00″ E)
- Åkerøya (66° 09′ 00″ N, 12° 33′ 00″ E)
- Bjørn (66° 05′ 00″ N, 12° 35′ 00″ E)
- Dønnes (66° 12′ 00″ N, 12° 35′ 00″ E)
- Glein (66° 09′ 00″ N, 12° 37′ 00″ E)
- Hestad
- Hølen
- Nordøyvågen
- Sandåker (66° 09′ 00″ N, 12° 44′ 00″ E)
- Skaga (66° 05′ 00″ N, 12° 23′ 00″ E)
- Solfjellsjøen (66° 07′ 00″ N, 12° 29′ 00″ E)
- Stavseng (66° 11′ 00″ N, 12° 32′ 00″ E)
- Titternes
- Våg (66° 08′ 00″ N, 12° 33′ 00″ E)
- Vandved (66° 10′ 00″ N, 12° 21′ 00″ E)

## Îles
- Åsvær et son phare (66° 15′ 36″ N, 12° 18′ 00″ E)
- Dønna (66° 07′ 18″ N, 12° 32′ 38″ E)
- Havstein (66° 10′ 22″ N, 12° 22′ 57″ E)
- Lauvøya (66° 01′ 42″ N, 12° 31′ 39,5″ E)
- Løkta (66° 09′ 42,5″ N, 12° 43′ 35,8″ E)
- Skorpa (66° 02′ 24″ N, 12° 32′ 32″ E)
- Vandve (66° 08′ 48″ N, 12° 18′ 52″ E)